# پژسووپ (استان لهستان کوچک‌تر)
پژسووپ (به لهستانی:  Przysłup) یک روستا در لهستان است که در گمینا اوشچیه گورلیتسکیه واقع شده‌است. پژسووپ ۲۲ نفر جمعیت دارد.